# Conus chenui
Conus chenui é uma espécie de gastrópode do gênero Conus, pertencente à família Conidae.